# 幽靈M4型衝鋒槍
幽靈M4型（Spectre M4）是由義大利SITES公司於1980年代中期開發的一款衝鋒槍，其設計目的是為了滿足警察及特種警察的近戰需求。

## 設計及歷史

幽靈衝鋒槍的彈匣內部設計

幽靈M4型採用反沖作用和閉鎖式槍機運作，其火控組與半自動手槍相似，採用了雙動式扳機設計和以待擊解脫裝置取代了手動保險，並以擊錘擊發。若膛室內有一發預先裝填的子彈的話，用戶只需拉下擊錘，扣下扳機就能夠直接開火；其機匣以沖壓的鋼製物料製成，槍機有冷卻槍管和發射機制的作用。此槍附有一個折疊式槍托和一個以聚合物製成的前握把，彈匣為四排式設計，並有30發和50發兩種可選。
另外由於其緊湊的設計，所以非常適合用於近戰。
然而儘管幽靈M4型有著如此吸引的設計，卻缺乏在商業上的成功。目前已知此槍獲義大利特警單位和瑞士武裝部隊的少量採用，亦曾被波斯尼亞和克羅地亞的武裝部隊於獨立戰爭期間使用過。
隨著SITES公司於1997年倒閉，希臘體育公司隨即接管了幽靈M4型及其民用版本的生產，直到它後來在2001年停產。

## 民用型
由於缺乏軍事訂單，SITES公司曾推出兩種半自動民用型，當中一種叫幽靈C（「遊俠型」），此型號配有一根長槍管。而另一種則為幽靈P（「獵鷹型」），此型號能夠為用戶實現單手射擊。這些民用型具有9毫米魯格彈、9×21毫米IMI、.40 S&W和.45 ACP四種口徑可供選擇。

## 使用國
- 義大利
- 黎巴嫩
- 瑞士

## 登場作品

### 電子遊戲
- 2005年—《地下城与勇士》：命名为“幽灵5型”，作为游戏其中一个职业“枪剑士”的转职职业“杀手”的主要武器出现，并为其职业立绘中最显眼的武器。
- 2010年—：命名為「幽靈」，奇怪地在1960年代出現。在戰役模式關卡“Numbers”當中出現在克拉克博士位於香港九龍的軍火庫裡面。在聯機模式中則作為解鎖武器登場。
- 2015年—《少女前线》：名为“Specture M4”，为2星SMG人形。

## 另見
- HK MP5
- HK UMP
- HK MP7
- FN P90
- 烏茲
- MAC-10
- MAC-11
- LAPA FA-03

## 外部連結
- 幽靈衝鋒槍的介紹頁面
- Modern Firearms （页面存档备份，存于）